# Liste abgegangener Bauwerke in Lübeck-St. Jürgen
Die Liste abgegangener Bauwerke in Lübeck-St. Jürgen enthält Bauten des Lübecker Stadtteils St. Jürgen, die nicht mehr existieren.
Die Bauwerke sind nach Straßennamen und Hausnummern geordnet, wobei – außer in Ausnahmefällen – die heutige Straßeneinteilung und das heute verwendete Hausnummernschema zugrunde gelegt werden.

## Am Brink
| Adresse und/oder Standort                                          | Bezeichnung     | Erbaut | Zerstört | Besonderheiten und Anmerkungen | Abbildung |
| Am Brink 9 (vor 1884: An dem Kienräucherhofe, Vorstadt St. Jürgen) | Wilhelm-Theater | 1867   | 1970     |                                |           |

## Am Flugplatz
| Adresse und/oder Standort | Bezeichnung       | Erbaut  | Zerstört | Besonderheiten und Anmerkungen | Abbildung |
| Am Flugplatz 1            | Kommandantenvilla | 1936/37 | 2014     | Die Kommandantenvilla der 1993 aufgelösten Hanseaten-Kaserne wurde zum Schluss nur noch als gelegentliche Unterkunft für Straßenbautrupps verwendet. Im Dezember 2014 erfolgte der Abriss, da das Gelände als Teil der Ausgleichsmaßnahmen für den Bau der neuen Strecke der Bundesstraße 207 in diesem Bereich renaturiert werden soll. |           |

## Bäckerstraße
| Adresse und/oder Standort | Bezeichnung                  | Erbaut | Zerstört | Besonderheiten und Anmerkungen                                                        | Abbildung |
| Bäckerstraße 1b           | Gesellschaftshaus St. Jürgen | 1881   | 1981     | Das Gebäude befand sich zuletzt im Besitz der Evangelisch-Lutherischen Kirche Lübeck. |           |

## Beidendorfer Hauptstraße
| Adresse und/oder Standort | Bezeichnung | Erbaut           | Zerstört | Besonderheiten und Anmerkungen | Abbildung |
| Beidendorfer Hauptstraße  | Haus Harms  | 1785 oder früher | 1928     |                                |           |

## Blankenseer Straße
| Adresse und/oder Standort | Bezeichnung                                | Erbaut | Zerstört | Besonderheiten und Anmerkungen | Abbildung |
| Blankenseer Straße 101    | Lagerhaus des Flughafens Lübeck-Blankensee | 1916   | 2017     | Das Lagerhaus war das letzte erhaltene Bauwerk der ursprünglichen preußischen Militärflugschule. Es wurde Mitte September 2017 abgebrochen. |           |

## Brömbsenmühle
| Adresse und/oder Standort | Bezeichnung        | Erbaut                                  | Zerstört                        | Besonderheiten und Anmerkungen | Abbildung |
| Brömbsenmühle 1           | Brömbsen-Windmühle | Mehrere Baudaten; letzte Mühle von 1827 | 1973/1993; Ruine noch vorhanden | Bei der Brömbsen-Windmühle handelte es sich um mehrere Windmühlen, die nacheinander in räumlicher Nähe zueinander errichtet wurden. Wie viele Mühlen es genau waren, ist ebenso unklar wie die präzisen Standorte und Ausführungen der älteren Bauten, da die Dokumente keine eindeutigen Rückschlüsse zulassen. 1760/61 wurde erstmals eine Krummesser Windmühle erwähnt, deren Ursprünge nicht fassbar sind. 1784 und 1801 könnten Neubauten erfolgt sein, aber letzte Sicherheit herrscht dazu nicht. Eindeutig greifbar ist nur die letzte Mühle, eine 1827 neu errichtete Holländerwindmühle. Die bereits seit langer Zeit stillgelegte Mühle brannte 1973 aus, das verkohlte Holzskelett stürzte im Januar 1993 ein. Das achteckige Erdgeschoss aus Ziegelmauerwerk ist noch als Ruine vorhanden. |           |

## Falkenstraße
| Adresse und/oder Standort | Bezeichnung | Erbaut              | Zerstört         | Besonderheiten und Anmerkungen | Abbildung |
| Falkenstraße 35           |             |                     | 2022             | Der Abriss des bereits längere Zeit nicht mehr genutzten Gewerbegebäudes erfolgte im November 2022. |           |
| Falkenstraße 41–57        |             | 1920er/1930er Jahre | 2014/15 und 2023 | Die in den 1920er und 1930er Jahren entstandenen, später mehrfach umgebauten und umgenutzten Gewerbebauten wurden in zwei Etappen abgebrochen. Der Abriss der Gebäude 51–57 erfolgte von Dezember 2014 bis Januar 2015; an ihrer Stelle entstanden Wohnhäuser. Die verbliebenen Gebäude 41–49 wurden Ende August und Anfang September 2023 abgerissen, um gleichfalls Platz für neue Wohnbauten zu schaffen. |           |

## Feenwiese
| Adresse und/oder Standort                                          | Bezeichnung  | Erbaut  | Zerstört | Besonderheiten und Anmerkungen | Abbildung |
| Feenwiese 20 (vor 1884: Rettungshaus auf dem Dritten Fischerbuden) | Rettungshaus | 1846/47 | 1901     | An Stelle des alten Dritten Fischerbuden, einer verfallenen Fischerkate an der Wakenitz, wurde das Rettungshaus nach dem Vorbild des Rauhen Hauses als Rettungshaus (Heim) für verwahrloste Kinder und Jugendliche errichtet. Das Gebäude brannte 1901 durch Brandstiftung eines Zöglings ab. An gleicher Stelle entstand ein Neubau, der heute zum Kinder- und Jugendheim Wakenitzhof gehört. |           |

## Friedrichstraße
| Adresse und/oder Standort | Bezeichnung           | Erbaut | Zerstört | Besonderheiten und Anmerkungen                                                                              | Abbildung |
| Friedrichstraße 22        | Friedrich-Franz-Halle |        | 1928     | Das Ausflugslokal mit Saalbau wurde für die Errichtung einer noch heute bestehenden Wohnanlage abgebrochen. |           |

## Geniner Straße
| Adresse und/oder Standort | Bezeichnung                    | Erbaut          | Zerstört   | Besonderheiten und Anmerkungen | Abbildung |
| Geniner Straße 54         | Voss-Haus und Villa Kunterbunt | 19. Jahrhundert | KW 34 2010 | Einst als Gaststätte „Voss-Haus“ bekannt. Unmittelbar am Berliner Platz stehend, war es, da es zuletzt eine weithin populäre Gaststätte dieses Namens beherbergte, in Lübeck nahezu ausschließlich unter dem Synonym Villa Kunterbunt bekannt. |           |
| Geniner Straße 80         | Gasometer                      | 1954            | 2021       | Bis 2015 nutzten die Stadtwerke Lübeck den Gasometer als Bestandteil ihrer Gasversorgungs-Infrastruktur. Da die technische Entwicklung den Gasbehälter überflüssig gemacht hatte, war geplant, ihn nach der Stilllegung abzubrechen, was im August 2015 von der städtischen Bauverwaltung auch genehmigt wurde. Im September 2015 jedoch stellte die Lübecker Denkmalschutzbehörde den Gasometer aufgrund seiner technikgeschichtlichen Bedeutung unter Denkmalschutz, wodurch ein Abriss vorerst nicht mehr möglich war. In den Folgejahren wurde ergebnislos nach einem Umbau- und Nutzungskonzept für den Gasbehälter gesucht. Im Februar 2019 musste der Gasometer komplett in Planen mit einer Gesamtfläche von 12.000 Quadratmetern eingehüllt werden, da korrodierte hinabfallende Nieten eine Gefahr darstellten. Im August 2021 hob Bürgermeister Jan Lindenau in seiner Eigenschaft als Oberster Denkmalpfleger der Stadt den Denkmalschutz auf, da der weitere Erhalt des ungenutzten Gasometers, dessen Sanierung Kalkulationen zufolge einen zweistelligen Millionenbetrag erfordert hätte und dessen bloße Unterhaltung pro Jahr rund 100.000 Euro kostete, für die Stadtwerke nicht zumutbar seien. Der Abbruch begann am 16. August. |           |

## Hüxtertorallee
| Adresse und/oder Standort  | Bezeichnung                                        | Erbaut          | Zerstört | Besonderheiten und Anmerkungen | Abbildung |
| Hüxtertorallee ohne Nummer | Eingangstor des St.-Annen-Friedhofs                | 1808            | 1952     | Das klassizistische Tor wurde 1808 bei der Erweiterung des St.-Annen-Friedhofs errichtet. Seit 1868 fanden auf dem Friedhof keine Beisetzungen mehr statt, und in den Jahren 1898 bis 1900 wurde ein Großteil des Friedhofsgeländes mit Erdaushub vom Bau des Elbe-Lübeck-Kanals überformt und zu einer Parkanlage umgestaltet, das Tor verblieb jedoch an seinem Standort. 1952 wurde bei der Neufassung des Mühlentorplatzes die Hüxtertorallee über den einstigen Friedhof gelegt; ein Baum, der dabei gefällt wurde, stürzte auf das Tor und zertrümmerte es, womit der letzte sichtbare Überrest des St.-Annen-Friedhofs verschwand. |           |
| Hüxtertorallee 1           | Fortuna                                            | 1880er Jahre    | 1930     | Mindestens seit Mitte des 18. Jahrhunderts bestand an dieser Stelle ein Gasthaus, das aus unbekannten Gründen den Namen Fortuna trug. Das ursprüngliche Fachwerkgebäude wurde in den 1880er Jahren abgebrochen und durch einen Neubau mit Veranstaltungssaal ersetzt. 1924 stellte die Gastwirtschaft den Betrieb ein; das Gebäude wurde von Pastor Gustav Lahusen erworben und der St.-Aegidien-Gemeinde zum Geschenk gemacht, die hier ihr Gemeindehaus einrichtete. 1930 wurde die Fortuna abgebrochen, um auf dem Grundstück das Andreas-Wilms-Haus als neues Gemeindehaus errichten zu können.                                       |           |
| Hüxtertorallee 4           | Bootshaus der Lübecker Ruder-Gesellschaft von 1885 | 1902            | 1979     | Das Klubhaus des Rudervereins wurde abgebrochen, um an gleicher Stelle einen Neubau zu errichten. |           |
| Hüxtertorallee 26          | Mühlentor-Pavillon                                 | vermutlich 1894 | 1955     | Das Fachwerkhäuschen an der Straßenbahnhaltestelle beherbergte öffentliche Toiletten und war vermutlich im Zuge der Elektrifizierung der Strecke 1894 errichtet worden. 1955 wurde es abgebrochen und ein Nachfolgebau im Stil der 1950er Jahre errichtet, der sich dort bis heute befindet. |           |
| Hüxtertorallee 41          | Kinderhospital                                     | 1859            | 1952     | Das Kinderhospital nach Hamburger Vorbild konnte dank einer 1856 von Victorine Boissonnet eingerichteten Stiftung erbaut und im Mai 1859 seiner Bestimmung übergeben werden. 1913 wurde das Kinderhospital in die Kahlhorststraße verlegt und das Gebäude diente fortan als Wohn- und Geschäftshaus. 1952 erfolgte der Abbruch; das im Folgejahr auf dem Grundstück errichtete Neubau-Wohnhaus existiert bis heute. |           |

## Kahlhorststraße
| Adresse und/oder Standort | Bezeichnung | Erbaut | Zerstört | Besonderheiten und Anmerkungen | Abbildung |
| Kahlhorststraße 1a        |             | 1887   | 2020     |                                |           |

## Krog
| Adresse und/oder Standort | Bezeichnung | Erbaut | Zerstört | Besonderheiten und Anmerkungen | Abbildung |
| Krog 2                    |             | 1755   | 1926     | Die Fachwerkscheune, errichtet von Johann Iwe (laut Inschrift über dem Tor Iohann Iwee), gehörte zum alten Gehöft Iwe, dessen Haupthaus im Herbst 1986 durch einen Brand vernichtet wurde. |           |

## Kronsforder Allee
| Adresse und/oder Standort                                                      | Bezeichnung              | Erbaut | Zerstört | Besonderheiten und Anmerkungen | Abbildung |
| Kronsforder Allee 25 (vor 1884: Vorstadt St. Jürgen an der Hamburger Chaussee) | Colosseum bzw. Kolosseum | 1875   | 1972     | Die Bauten des alten Kolosseums wurden bei einem Umbau der Jahre 1972–1974 durch einen Wohnblock ersetzt; der eigentliche Konzertsaal blieb jedoch erhalten und wurde in den Neubau integriert. |           |

## Kronsforder Landstraße
| Adresse und/oder Standort    | Bezeichnung    | Erbaut | Zerstört | Besonderheiten und Anmerkungen | Abbildung |
| Kronsforder Landstraße 60–68 | Hansa-Ziegelei | 1920   | 2013     | Die 2005 stillgelegte Ziegelei, gegründet 1920 als Dampfziegelwerk Röthebeck, Cronsforder Chaussee, Besitzer Carl Beckmann wurde im Oktober und November 2013 abgebrochen. |           |

## Moltkestraße
| Adresse und/oder Standort                    | Bezeichnung  | Erbaut | Zerstört | Besonderheiten und Anmerkungen | Abbildung |
| Übergang der Moltkestraße in den Moltkeplatz | Moltkebrücke | 1894   | 1973     | Diese erste Moltkebrücke wurde vom Bauunternehmer Ferdinand Wallbrecht, der das umgebende Gebiet ab 1892 erschloss, ebenso wie die Moltkestraße auf eigene Kosten errichtet. 1973 wurde sie durch einen bis heute bestehenden Neubau ersetzt. |           |

## Mönkhofer Weg
| Adresse und/oder Standort         | Bezeichnung                | Erbaut          | Zerstört | Besonderheiten und Anmerkungen | Abbildung |
| Südliches Ende des Mönkhofer Wegs | Brücke über den Landgraben | 1941            | 2021     | Die Brücke, die sich unmittelbar vor dem Tor zum stadteigenen Gut Mönkhof befand und die einzige Zufahrt zum Gutsgelände darstellte, war seit ihrer Erbauung 1941 niemals umfassend saniert worden. Die einzigen Erhaltungsarbeiten waren 1975 die Erneuerung der Geländer und des Asphaltbelags und 1997 die Anbringung von Zugbändern zu Sicherungszwecken gewesen. Nachdem eine Brückenprüfung die Note 4 ergeben hatte, die den schlechtesten möglichen Zustand bezeichnet, wurde beschlossen, sie nach Errichtung einer Behelfsbrücke abzubrechen und anschließend durch einen Neubau zu ersetzen. |           |
| Mönkhofer Weg 179                 |                            | 19. Jahrhundert | 2024     | Ehemaliges Gärtnerhaus |           |

## Ratzeburger Allee
| Adresse und/oder Standort                                                       | Bezeichnung                                  | Erbaut                 | Zerstört                   | Besonderheiten und Anmerkungen | Abbildung |
| Ratzeburger Allee 24                                                            | Adlershorst, vormals Hornungsches Gartenhaus | Frühes 19. Jahrhundert | 1951                       | Das Bauwerk war ursprünglich von Joseph Christian Lillie als Sommerhaus errichtet worden, wurde später zur Gastwirtschaft und diente während des Zweiten Weltkriegs als Zwangsarbeiter-Unterkunft. 1951 wurde das Haus abgebrochen, um für den Ausbau eines DKW-Autohauses mit angeschlossener Werkstatt, das bereits zuvor einen Teil des Grundstücks genutzt hatte, Platz zu schaffen. Heute befindet sich an dieser Stelle ein Supermarkt. |           |
| Ratzeburger Allee 29 (vor 1884: Auf dem „weißen Engel“, Vorstadt St. Jürgen)    | Weißer Engel                                 |                        | 1910                       | Der Weiße Engel war eines der ältesten Krughäuser Lübecks und seit dem Spätmittelalter nachweisbar; sein frühester dokumentierter Name ist Taterkrug (Zigeunerkrug), um 1800 hieß er Blauer Engel und ab 1828 (mit einer Unterbrechung im Jahre 1911, als er kurzzeitig Heinrichshof benannt war) bis zur Schließung des Lokals 1966 Weißer Engel. Die Gaststätte war ab 1910 in einem Neubau ansässig, der bis heute existiert.              |           |
| Ratzeburger Allee 75 (vor 1884: Auf dem „großen Weinberg“, Vorstadt St. Jürgen) | Zum Weinberg                                 |                        | 2. Hälfte der 1980er Jahre | Die frühere Ausflugsgaststätte existiert nicht mehr, doch die nach ihr benannte angrenzende Weinbergstraße hat ihren Namen behalten |           |
| Ratzeburger Allee 50–74                                                         |                                              | 1952                   | 2014/15                    | |           |
| Ratzeburger Allee 47b–51c                                                       |                                              | 1952                   | 2019                       | Der Abriss der auf der Nordseite der Ratzeburger Allee in zwei Reihen hintereinander gestaffelten Klinker-Wohnblöcke begann am 17. Januar 2019. |           |

## Ratzeburger Landstraße
| Adresse und/oder Standort                                                      | Bezeichnung   | Erbaut                 | Zerstört | Besonderheiten und Anmerkungen | Abbildung |
| Ratzeburger Landstraße 2 (vor 1884: Auf dem Grönauerbaum, Vorstadt St. Jürgen) | Grönauer Baum | Spätes 18. Jahrhundert | 1990     | Der verputzte Fachwerkbau befand sich an der alten Grenze des Lübecker Hoheitsgebiets. Der Grenzposten hatte seinen Namen von dem Schlagbaum, der hier die nach Grönau führende Straße versperrte. Der Bäumer hatte als Teil seiner Entlohnung auch die Kruggerechtigkeit inne, so dass das Zollhaus zugleich stets Gastwirtschaft war. Das letzte einer Reihe von hier stehenden Zollhäusern wurde im späten 18. Jahrhundert errichtet, bis in die 1960er Jahre als Wirtshaus geführt, stand dann leer und verfiel. Bevor die in den späten 1980er Jahren beschlossene Renovierung durchgeführt werden konnte, stürzte das baufällige Gebäude bei einem Sturm am 26. Januar 1990 ein und wurde dabei völlig vernichtet. An gleicher Stelle befindet sich heute ein 1995 errichteter Neubau, der sich in Aussehen und Abmessungen an das alte Haus anlehnt. |           |

## Wakenitzstraße
| Adresse und/oder Standort | Bezeichnung  | Erbaut | Zerstört | Besonderheiten und Anmerkungen | Abbildung |
| Wakenitzstraße 38         | Irrenanstalt | 1786   | 1972     | Die 1786 gegründete Irrenanstalt befand sich bis zur Einrichtung der Heilanstalt Strecknitz 1912 in ihrem ursprünglichen Domizil. Danach wurde das Gebäude in einem umfassenden Umbau, bei dem es auch eine neue Fassade erhielt, zum Wohnhaus umgestaltet und 1972 abgebrochen. |           |

## Wulfsdorfer Weg
| Adresse und/oder Standort | Bezeichnung  | Erbaut | Zerstört | Besonderheiten und Anmerkungen | Abbildung |
| Wulfsdorfer Weg 90        | Spritzenhaus |        | 2017     | Das Spritzenhaus der Feuerwehr Wulfsdorf-Vorrade wurde im Dezember 2017 abgebrochen, nachdem im Februar desselben Jahres für das Dach akute Einsturzgefahr festgestellt worden war. |           |